# Paul Richardson
Pour les articles homonymes, voir Richardson.
Paul Richardson, né le 16 janvier 1947, est un prélat anglican anglais converti au catholicisme. Évêque d'Aipo Rongo de 1987 à 1995 puis évêque de Wangaratta de 1995 à 1998 et enfin évêque adjoint de Newcastle de 1998 à 2009, il rejoint finalement la pleine communion avec l'Église catholique le 25 janvier 2010.

## Biographie
Après des études à la Keswick School (en), au Queen's, au Harvard Divinity School et au Ripon College Cuddesdon (en), il est ordonné prêtre pour l'Église anglicane d'Angleterre en 1972.
Il sert tout d'abord en tant que vicaire en l'église Saint-Jean d'Earlsfield, à Londres, puis devient aumônier adjoint à Oslo, en Norvège, et missionnaire à Nambaiyfa, en Papouasie-Nouvelle-Guinée, avant de devenir directeur du Newton Theological College, à Popondetta. Il est ensuite nommé doyen de la cathédrale Saint-Jean de Port Moresby.
En 1987, il est élu évêque du diocèse d'Aipo Rongo pour l'Église anglicane de Papouasie-Nouvelle-Guinée (en). En 1995, il rejoint l'Église anglicane d'Australie afin de prendre en charge le diocèse de Wangaratta. En 1998, il devient évêque adjoint de Newcastle, pour l'Église anglicane d'Angleterre. Il démissionne de ses fonctions en octobre 2009.
Enfin, le 25 janvier 2010, soit deux mois après la publication d'Anglicanorum Coetibus par le pape Benoît XVI, Paul Richardson rejoint la pleine communion avec l'Église catholique pour laquelle il devient prêtre en juillet 2011. Bien qu'opposé à l'ordination épiscopale des femmes, il assure que sa conversion est purement spirituelle et qu'elle n'a pas de rapport avec ce sujet.

## Prises de position
En 2008, il crée la polémique en défendant une exposition de David Kinsey représentant le Christ auprès d'une femme musulmane, d'un hippie des années 70 ou encore d'un membre du groupe Kiss. À l'été 2010, il défraie de nouveau la chronique en affirmant que la Grande-Bretagne n'est plus un pays chrétien, tout en prédisant la fin de l'Église anglicane pour 2040.